# Phenylephrine
Phenylephrine là một chất chủ vận thụ thể α1 có chọn lọc của lớp phenethylamin được sử dụng chủ yếu như thuốc thông đường thở, như một tác nhân làm giãn nở con ngươi của mắt, và làm tăng huyết áp. Phenylephrine được quảng cáo trên thị trường như một sự thay thế cho thuốc thông mũi pseudoephedrine, mặc dù các thử nghiệm lâm sàng cho thấy phenylephrine khi uống theo liều lượng được đề nghị tỏ ra không hiệu quả khi trị dị ứng hơn giả dược. Phenylephrine cũng có thể làm giảm nhịp tim thông qua làm chậm phản xạ nhịp tim.

## Ứng dụng trong y học

### Thông đường thở
Phenylephrine được sử dụng như thuốc thông đường thở được bán dưới dạng thuốc uống hoặc dùng để xịt mũi. Đây là một thành phần phổ biến trong thuốc thông mũi không bán theo đơn tại Hoa Kỳ. Các chất thông mũi khác bao gồm oxymetazoline và pseudoephedrine.
Phenylephrine được sử dụng như là một thuốc thay thế cho pseudoephedrine trong các thuốc thông mũi do pseudoephedrine được sử dụng trong quá trình sản xuất bất hợp pháp methamphetamine. Hiệu quả của nó như một thuốc uống thông mũi đã được đặt ra, với một số nghiên cứu độc lập gần đây cho thấy rằng nó không hiệu quả thông mũi cho nghẹt xoang hơn một giả dược bao nhiêu.
Dược sĩ Leslie Hendeles và Randy Hatton của Đại học Florida đề nghị trong năm 2006 rằng phenylephrine qua đường uống không hiệu quả như thuốc giảm đau ở liều 10 mg được sử dụng, lập luận rằng các nghiên cứu được sử dụng cho việc phê chuẩn thuốc ở Hoa Kỳ năm 1976 đã không đủ để chứng minh mức độ hiệu quả ở liều 10 mg và an toàn với liều cao hơn.

### Bệnh trĩ
Bệnh trĩ hình thành do các tĩnh mạch sưng phồng trong vùng trực tràng. Phenylephrine có thể được sử dụng tại chỗ để ngăn ngừa các triệu chứng của bệnh trĩ. Phenylephrine gây hẹp cơ trơn mạch máu và thường được sử dụng trong điều trị bệnh trĩ nhằm làm giảm các tĩnh mạch bị sưng và giảm đau tại chỗ. Tuy nhiên, tĩnh mạch -không giống các động mạch- chứa ít cơ trơn mạch máu trong thành của chúng nên cơ chế làm giảm đau có thể liên quan đến cái khác hơn là chỉ sự thay đổi thành mạch máu. Sản phẩm điều trị cũng có thể bao gồm các chất tạo thành hàng rào bảo vệ trên khu vực bị viêm, dẫn đến giảm đau khi phân đi qua.